# Pla de la Torre
Pla de la Torre es una entidad de población española del municipio de Torre de Claramunt, perteneciente a la provincia de Barcelona, en la comunidad autónoma de Cataluña. En 2023, la entidad singular de población tenía empadronados 68 habitantes y el núcleo de población, también 68.